# Manon Pignot
 (juillet 2021).
Pour les articles homonymes, voir Pignot.
Manon Pignot (née en 1978) est une historienne française, spécialiste de l'expérience enfantine de la guerre et de la Première Guerre mondiale plus largement. Elle est maîtresse de conférences en histoire contemporaine à l'université de Picardie Jules-Verne habilitée à diriger des recherches et membre junior de l'Institut universitaire de France (2012-2017).
En 2019, elle reçoit les prix Pierre-Lafue puis Augustin-Thierry.

## Publications
- La guerre des crayons : quand les petits Parisiens dessinaient la Grande Guerre, Paris, Éditions Parigramme, 2004.
- (dir.) L'enfant-soldat, XIXe – XXIe siècle : une approche critique, Paris, Armand Colin, 2012.
- Allons enfants de la patrie : génération Grande Guerre, Seuil, Paris, 2012.
- Paris dans la Grande Guerre, Éditions Parigramme, Paris, 2014  (ISBN 9782840968115)
- L'appel de la guerre : des adolescents au combat, 1914-1918, Éditions Anamosa, 2019.

prix Pierre-Lafue 2019
prix Augustin-Thierry 2019